# Labdarúgás az 1980. évi nyári olimpiai játékokon
Az 1980. évi nyári olimpiai játékokon a labdarúgótornát július 20. és augusztus 2. között rendezték. A tornán 16 nemzet csapata vett részt.

## Éremtáblázat
(A rendező ország csapata eltérő háttérszínnel, az egyes számoszlopok legmagasabb értéke, vagy értékei vastagítással kiemelve.)
| Az 1980. évi nyári olimpiai játékok éremtáblázata labdarúgásban | Az 1980. évi nyári olimpiai játékok éremtáblázata labdarúgásban | Az 1980. évi nyári olimpiai játékok éremtáblázata labdarúgásban | Az 1980. évi nyári olimpiai játékok éremtáblázata labdarúgásban | Az 1980. évi nyári olimpiai játékok éremtáblázata labdarúgásban | Olimpia  |
| --------------------------------------------------------------- | --------------------------------------------------------------- | --------------------------------------------------------------- | --------------------------------------------------------------- | --------------------------------------------------------------- | -------- |
|                                                                 | Ország                                                          | Arany                                                           | Ezüst                                                           | Bronz                                                           | Összesen |
| 1.                                                              | Csehszlovákia (TCH)                                             | 1                                                               | 0                                                               | 0                                                               | 1        |
| 2.                                                              | NDK (GDR)                                                       | 0                                                               | 1                                                               | 0                                                               | 1        |
| 3.                                                              | Szovjetunió (URS)                                               | 0                                                               | 0                                                               | 1                                                               | 1        |
|                                                                 |                                                                 |                                                                 |                                                                 |                                                                 |          |
| Összesen                                                        | Összesen                                                        | 1                                                               | 1                                                               | 1                                                               | 3        |

## Érmesek
| Az 1980. évi nyári olimpiai játékok érmesei férfi labdarúgásban | Az 1980. évi nyári olimpiai játékok érmesei férfi labdarúgásban | Az 1980. évi nyári olimpiai játékok érmesei férfi labdarúgásban | Az 1980. évi nyári olimpiai játékok érmesei férfi labdarúgásban |
| --- | --- | --- | --------------------------------------------------------------- |
| Arany | Ezüst | Bronz |                                                                 |
| Csehszlovákia (TCH) | NDK (GDR) | Szovjetunió (URS) |                                                                 |
| Stanislav Seman Luděk Macela Josef Mazura Libor Radimec Zdeněk Rygel Petr Němec Ladislav Vízek Jan Berger Jindřich Svoboda Lubomír Pokluda Verner Lička Oldřich Rott František Štambachr Rostislav Václavíček František Kunzo Jaroslav Netolička Zdeněk Šreiner | Bodo Rudwaleit Artur Ullrich Lothar Hause Frank Baum Rüdiger Schnuphase Frank Terletzki Wolfgang Steinbach Werner Peter Dieter Kühn Norbert Trieloff Matthias Müller Matthias Liebers Wolf-Rüdiger Netz Frank Uhlig Jurgen Bähringer Bernd Jakubowski | Rinat Daszajev Tengiz Szulakvelidze Alekszandr Csivadze Vagiz Higyijatullin Oleg Romancev Szergej Savlo Szerhij Andrejejev Volodimir Bezszonov Jurij Gavrilov Fjodor Cserenkov Valerij Gazzajev Szerhij Baltacsa Horen Hovhanniszján Volodimir Pilhuj Szergej Nyikulin Aljakszandr Prakapenka Revaz Cselebadze |                                                                 |

## Lebonyolítás
A 16 csapatot 4 darab 4 csapatos csoportba sorsolták. A csoportokban körmérkőzések döntötték el a csoportok végeredményét. A csoportokból az első két helyezett jutott tovább a negyeddöntőbe, ahonnan egyenes kieséses rendszerben folytatódott a torna.

## Csoportkör
| Színmagyarázat                                             |
| ---------------------------------------------------------- |
| A csoportok első két helyezettje bejutott a negyeddöntőbe. |
| A csoportok harmadik és negyedik helyezettjei kiestek.     |

### A csoport
| Csapat      | M | Gy | D | V | G+ | G– | Gk  | P |
| ----------- | - | -- | - | - | -- | -- | --- | - |
| Szovjetunió | 3 | 3  | 0 | 0 | 15 | 1  | +14 | 6 |
| Kuba        | 3 | 2  | 0 | 1 | 3  | 9  | –6  | 4 |
| Venezuela   | 3 | 1  | 0 | 2 | 3  | 7  | –4  | 2 |
| Zambia      | 3 | 0  | 0 | 3 | 2  | 6  | –4  | 0 |

| 1980. július 20. 12:00 |

| Kuba (CUB) | 1–0               | Zambia |
| ---------- | ----------------- | ------ |
| Roldán 58' | (0–0) Jegyzőkönyv |        |

| Kirov Stadion, Leningrád Nézőszám: 100 000 Játékvezető: Marijan Raus (jugoszláv) |

| 1980. július 20. 12:00 |

| Szovjetunió (URS)                                         | 4–0               | Venezuela |
| --------------------------------------------------------- | ----------------- | --------- |
| Andrjejev 3' Cserenkov 25' Gavrilov 34' Hovhanniszján 51' | (3–0) Jegyzőkönyv |           |

| Lenin Stadion, Moszkva Játékvezető: Franz Wöhrer (osztrák) |

| 1980. július 22. 12:00 |

| Kuba (CUB)              | 2–1               | Venezuela       |
| ----------------------- | ----------------- | --------------- |
| Hernández 49' Núñez 71' | (0–0) Jegyzőkönyv | Zubizarreta 68' |

| Kirov Stadion, Leningrád Nézőszám: 70 000 Játékvezető: Emilio Guruceta-Muro (spanyol) |

| 1980. július 22. 12:00 |

| Szovjetunió (URS)                  | 3–1               | Zambia      |
| ---------------------------------- | ----------------- | ----------- |
| Higyijatullin 9' 51' Cserenkov 87' | (1–1) Jegyzőkönyv | Chitalu 13' |

| Lenin Stadion, Moszkva Játékvezető: Marwan Arafat (iraki) |

| 1980. július 24. 12:00 |

| Szovjetunió (URS)                                                                    | 8–0               | Kuba |
| ------------------------------------------------------------------------------------ | ----------------- | ---- |
| Andrjejev 8' 27' 44' Romancev 20' Savlo 43' Cserenkov 55' Gavrilov 75' Bezszonov 77' | (5–0) Jegyzőkönyv |      |

| Gyinamo Stadion, Moszkva Játékvezető: Bob Valentine (skót) |

| 1980. július 24. 12:00 |

| Venezuela (VEN)                     | 2–1               | Zambia      |
| ----------------------------------- | ----------------- | ----------- |
| Zubizarreta 86' Elie 90' (11-esből) | (0–0) Jegyzőkönyv | Chitalu 73' |

| Kirov Stadion, Leningrád Nézőszám: 80 000 Játékvezető: Jésus Paulino Siles (Costa Rica-i) |

### B csoport
| Csapat        | M | Gy | D | V | G+ | G– | Gk | P |
| ------------- | - | -- | - | - | -- | -- | -- | - |
| Csehszlovákia | 3 | 1  | 2 | 0 | 4  | 1  | +3 | 4 |
| Kuvait        | 3 | 1  | 2 | 0 | 4  | 2  | +2 | 4 |
| Kolumbia      | 3 | 1  | 1 | 1 | 2  | 4  | –2 | 3 |
| Nigéria       | 3 | 0  | 1 | 2 | 2  | 5  | –3 | 1 |

| 1980. július 21. 12:00 |

| Csehszlovákia (TCH)              | 3–0               | Kolumbia |
| -------------------------------- | ----------------- | -------- |
| Pokluda 14' Berger 18' Vízek 85' | (2–0) Jegyzőkönyv |          |

| Kirov Stadion, Leningrád Játékvezető: Belaid Lacarne (algériai) |

| 1980. július 21. 12:00 |

| Kuvait (KUW)                      | 3–1               | Nigéria             |
| --------------------------------- | ----------------- | ------------------- |
| Al Dakheel 16' 40' 85' (11-esből) | (2–1) Jegyzőkönyv | Mubarak 25' (öngól) |

| Dinamo Stadium, Moszkva Játékvezető: Klaus Scheurell (kelet-német) |

| 1980. július 23. 12:00 |

| Kolumbia (COL) | 1–1               | Kuvait     |
| -------------- | ----------------- | ---------- |
| Molinares 73'  | (0–0) Jegyzőkönyv | Sultan 64' |

| Dinamo Stadium, Moszkva Játékvezető: Anders Mattsson (finn) |

| 1980. július 23. 12:00 |

| Csehszlovákia (TCH) | 1–1               | Nigéria   |
| ------------------- | ----------------- | --------- |
| Vízek 25'           | (1–0) Jegyzőkönyv | Nwosu 84' |

| Kirov Stadion, Leningrád Játékvezető: Enrique Labo Revoredo (perui) |

| 1980. július 25. 12:00 |

| Kolumbia (COL) | 1–0               | Nigéria |
| -------------- | ----------------- | ------- |
| Cardona 55'    | (0–0) Jegyzőkönyv |         |

| Dinamo Stadium, Moszkva Játékvezető: Salim Naji Al-Hachami (iraki) |

| 1980. július 25. 12:00 |

| Csehszlovákia (TCH) | 0–0         | Kuvait |
| ------------------- | ----------- | ------ |
|                     | Jegyzőkönyv |        |

| Kirov Stadion, Leningrád Játékvezető: Riccardo Lattanzi (olasz) |

### C csoport
| Csapat        | M | Gy | D | V | G+ | G– | Gk | P |
| ------------- | - | -- | - | - | -- | -- | -- | - |
| NDK           | 3 | 2  | 1 | 0 | 7  | 1  | +6 | 5 |
| Algéria       | 3 | 1  | 1 | 1 | 4  | 2  | +2 | 3 |
| Spanyolország | 3 | 0  | 3 | 0 | 2  | 2  | 0  | 3 |
| Szíria        | 3 | 0  | 1 | 2 | 0  | 8  | –8 | 1 |

| 1980. július 20. 12:00 |

| NDK (GDR) | 1–1               | Spanyolország |
| --------- | ----------------- | ------------- |
| Kühn 49'  | (0–0) Jegyzőkönyv | Marcos 50'    |

| Republican Stadion, Kijev Nézőszám: 100 000 Játékvezető: Ulf Eriksson (svéd) |

| 1980. július 20. 12:00 |

| Algéria (ALG)                                   | 3–0               | Szíria |
| ----------------------------------------------- | ----------------- | ------ |
| Bellúmi 36' Mádzser 48' Merzekán 73' (11-esből) | (1–0) Jegyzőkönyv |        |

| Dinamo Stadion, Minszk Játékvezető: Vojtěch Christov (csehszlovák) |

| 1980. július 22. 12:00 |

| NDK (GDR)     | 1–0               | Algéria |
| ------------- | ----------------- | ------- |
| Terletzki 61' | (0–0) Jegyzőkönyv |         |

| Republican Stadion, Kijev Nézőszám: 70 000 Játékvezető: Romualdo Arppi Filho (brazil) |

| 1980. július 22. 12:00 |

| Spanyolország (ESP) | 0–0         | Szíria |
| ------------------- | ----------- | ------ |
|                     | Jegyzőkönyv |        |

| Dinamo Stadion, Minszk Játékvezető: José Castro Lozada (venezuelai) |

| 1980. július 24. 12:00 |

| Spanyolország (ESP) | 1–1               | Algéria     |
| ------------------- | ----------------- | ----------- |
| Rincón 38'          | (1–0) Jegyzőkönyv | Bellúmi 63' |

| Dinamo Stadion, Minszk Játékvezető: Eldar Azim Zade (orosz) |

| 1980. július 24. 12:00 |

| NDK (GDR)                                     | 5–0               | Szíria |
| --------------------------------------------- | ----------------- | ------ |
| Hause 6' Netz 25' 45' Peter 75' Terletzki 82' | (3–0) Jegyzőkönyv |        |

| Republican Stadion, Kijev Nézőszám: 80 000 Játékvezető: Ulf Eriksson (svéd) |

### D csoport
| Csapat      | M | Gy | D | V | G+ | G– | Gk | P |
| ----------- | - | -- | - | - | -- | -- | -- | - |
| Jugoszlávia | 3 | 2  | 1 | 0 | 6  | 3  | +3 | 5 |
| Irak        | 3 | 1  | 2 | 0 | 4  | 1  | +3 | 4 |
| Finnország  | 3 | 1  | 1 | 1 | 3  | 2  | +1 | 3 |
| Costa Rica  | 3 | 0  | 0 | 3 | 2  | 9  | –7 | 0 |

| 1980. július 21. 12:00 |

| Jugoszlávia (YUG)           | 2–0               | Finnország |
| --------------------------- | ----------------- | ---------- |
| Šećerbegović 56' Šestić 58' | (0–0) Jegyzőkönyv |            |

| Dinamo Stadion, Minszk Játékvezető: Mario Rubio Vázquez (mexikói) |

| 1980. július 21. 12:00 |

| Irak (IRQ)                       | 3–0               | Costa Rica |
| -------------------------------- | ----------------- | ---------- |
| Basheer 45' Saeed 49' Hassan 75' | (1–0) Jegyzőkönyv |            |

| Republican Stadion, Kijev Játékvezető: Nyirenda Chayu (zambiai) |

| 1980. július 23. 12:00 |

| Jugoszlávia (YUG)                  | 3–2               | Costa Rica           |
| ---------------------------------- | ----------------- | -------------------- |
| Zlatko Vujović 6' 54' Primorac 24' | (2–1) Jegyzőkönyv | White 35' Arroyo 90' |

| Dinamo Stadion, Minszk Játékvezető: Bassey Eyo-Honesty (nigériai) |

| 1980. július 23. 12:00 |

| Finnország (FIN) | 0–0         | Irak |
| ---------------- | ----------- | ---- |
|                  | Jegyzőkönyv |      |

| Republican Stadion, Kijev Nézőszám: 40 000 Játékvezető: Ramón Calderón Castro (kubai) |

| 1980. július 25. 12:00 |

| Finnország (FIN)                | 3–0               | Costa Rica |
| ------------------------------- | ----------------- | ---------- |
| Tissari 18' Alila 58' Soini 88' | (1–0) Jegyzőkönyv |            |

| Republican Stadion, Kijev Játékvezető: Ali Albannai Abdulwahab (kuvaiti) |

| 1980. július 25. 12:00 |

| Jugoszlávia (YUG) | 1–1               | Irak       |
| ----------------- | ----------------- | ---------- |
| Zoran Vujović 63' | (0–0) Jegyzőkönyv | Hassan 61' |

| Dinamo Stadion, Minszk Játékvezető: André Daina (svájci) |

## Egyenes kieséses szakasz

### Negyeddöntők
| 1980. július 27. 12:00 |

| Jugoszlávia (YUG)                         | 3–0               | Algéria |
| ----------------------------------------- | ----------------- | ------- |
| Miročević 5' Šestić 19' Zoran Vujović 70' | (2–0) Jegyzőkönyv |         |

| Dinamo Stadion, Minszk Játékvezető: Klaus Scheurell (kelet-német) |

| 1980. július 27. 12:00 |

| Szovjetunió (URS)          | 2–1               | Kuvait     |
| -------------------------- | ----------------- | ---------- |
| Cserenkov 30' Gavrilov 51' | (1–0) Jegyzőkönyv | Sultan 59' |

| Dinamo Stadion, Moszkva Nézőszám: 48 000 Játékvezető: Mario Rubio Vazquez (mexikói) |

| 1980. július 27. 12:00 |

| Csehszlovákia (TCH)       | 3–0               | Kuba |
| ------------------------- | ----------------- | ---- |
| Vízek 29' 59' Pokluda 90' | (1–0) Jegyzőkönyv |      |

| Kirov Stadion, Leningrád Játékvezető: Enrique Labo Revoredo (perui) |

| 1980. július 27. 12:00 |

| NDK (GDR)                                                     | 4–0               | Irak |
| ------------------------------------------------------------- | ----------------- | ---- |
| Schnuphase 4' (11-esből) Netz 11' Steinbach 17' Terletzki 22' | (4–0) Jegyzőkönyv |      |

| Republican Stadion, Kijev Nézőszám: 48 000 Játékvezető: Romualdo Arppi Filho (brazil) |

### Elődöntők
| 1980. július 29. 12:00 |

| Szovjetunió (URS) | 0–1               | NDK      |
| ----------------- | ----------------- | -------- |
|                   | (0–1) Jegyzőkönyv | Netz 16' |

| Lenin Stadion, Moszkva Nézőszám: 95 000 Játékvezető: Ulf Eriksson (svéd) |

| 1980. július 29. 13:00 |

| Csehszlovákia (TCH)  | 2–0               | Jugoszlávia |
| -------------------- | ----------------- | ----------- |
| Lička 4' Šreiner 18' | (2–0) Jegyzőkönyv |             |

| Dinamo Stadion, Moszkva Nézőszám: 48 000 Játékvezető: Franz Wöhrer (osztrák) |

### Bronzmérkőzés
| 1980. augusztus 1. 12:00 |

| Szovjetunió (URS)               | 2–0               | Jugoszlávia |
| ------------------------------- | ----------------- | ----------- |
| Hovhanniszján 67' Andrjejev 82' | (0–0) Jegyzőkönyv |             |

| Dinamo Stadion, Moszkva Nézőszám: 45 000 Játékvezető: Bob Valentine (skót) |

### Döntő
| 1980. augusztus 2. 12:00 |

| Csehszlovákia (TCH) | 1–0               | NDK |
| ------------------- | ----------------- | --- |
| Svoboda 77'         | (0–0) Jegyzőkönyv |     |

| Lenin Stadion, Moszkva Nézőszám: 70 000 Játékvezető: Eldar Azim Zade (szovjet) |

| Az 1980. évi nyári olimpiai játékok férfi labdarúgótornájának olimpiai bajnoka |
| · CSEHSZLOVÁKIA · 1. cím                                                       |
| ------------------------------------------------------------------------------ |

## Végeredmény
Az első négy helyezett utáni sorrend nem tekinthető hivatalosnak, mivel ezekért a helyekért nem játszottak mérkőzéseket. Ezért e helyezések meghatározása a következők szerint történt:
1. több szerzett pont
2. jobb gólkülönbség
3. több szerzett gól

A hazai csapat eltérő háttérszínnel kiemelve.

| Helyezés | Csapat              | M | Gy | D | V | G+ | G– | Gk  | P  |
| -------- | ------------------- | - | -- | - | - | -- | -- | --- | -- |
| Arany    | Csehszlovákia (TCH) | 6 | 4  | 2 | 0 | 10 | 1  | +9  | 10 |
| Ezüst    | NDK (GDR)           | 6 | 4  | 1 | 1 | 12 | 2  | +10 | 9  |
| Bronz    | Szovjetunió (URS)   | 6 | 5  | 0 | 1 | 19 | 3  | +16 | 10 |
| 4.       | Jugoszlávia (YUG)   | 6 | 3  | 1 | 2 | 9  | 7  | +2  | 7  |
|          |                     |   |    |   |   |    |    |     |    |
| 5.       | Kuvait (KUW)        | 4 | 1  | 2 | 1 | 5  | 4  | +1  | 4  |
| 6.       | Irak (IRQ)          | 4 | 1  | 2 | 1 | 4  | 5  | –1  | 4  |
| 7.       | Kuba (CUB)          | 4 | 2  | 0 | 2 | 3  | 12 | –9  | 4  |
| 8.       | Algéria (ALG)       | 4 | 1  | 1 | 2 | 4  | 5  | –1  | 3  |
|          |                     |   |    |   |   |    |    |     |    |
| 9.       | Finnország (FIN)    | 3 | 1  | 1 | 1 | 3  | 2  | +1  | 3  |
| 10.      | Spanyolország (ESP) | 3 | 0  | 3 | 0 | 2  | 2  | 0   | 3  |
| 11.      | Kolumbia (COL)      | 3 | 1  | 1 | 1 | 2  | 4  | –2  | 3  |
| 12.      | Venezuela (VEN)     | 3 | 1  | 0 | 2 | 3  | 7  | –4  | 2  |
| 13.      | Nigéria (NGR)       | 3 | 0  | 1 | 2 | 2  | 5  | –3  | 1  |
| 14.      | Szíria (SYR)        | 3 | 0  | 1 | 2 | 0  | 8  | –8  | 1  |
| 15.      | Zambia (ZAM)        | 3 | 0  | 0 | 3 | 2  | 6  | –4  | 0  |
| 16.      | Costa Rica (CRC)    | 3 | 0  | 0 | 3 | 2  | 9  | –7  | 0  |

## Képgaléria

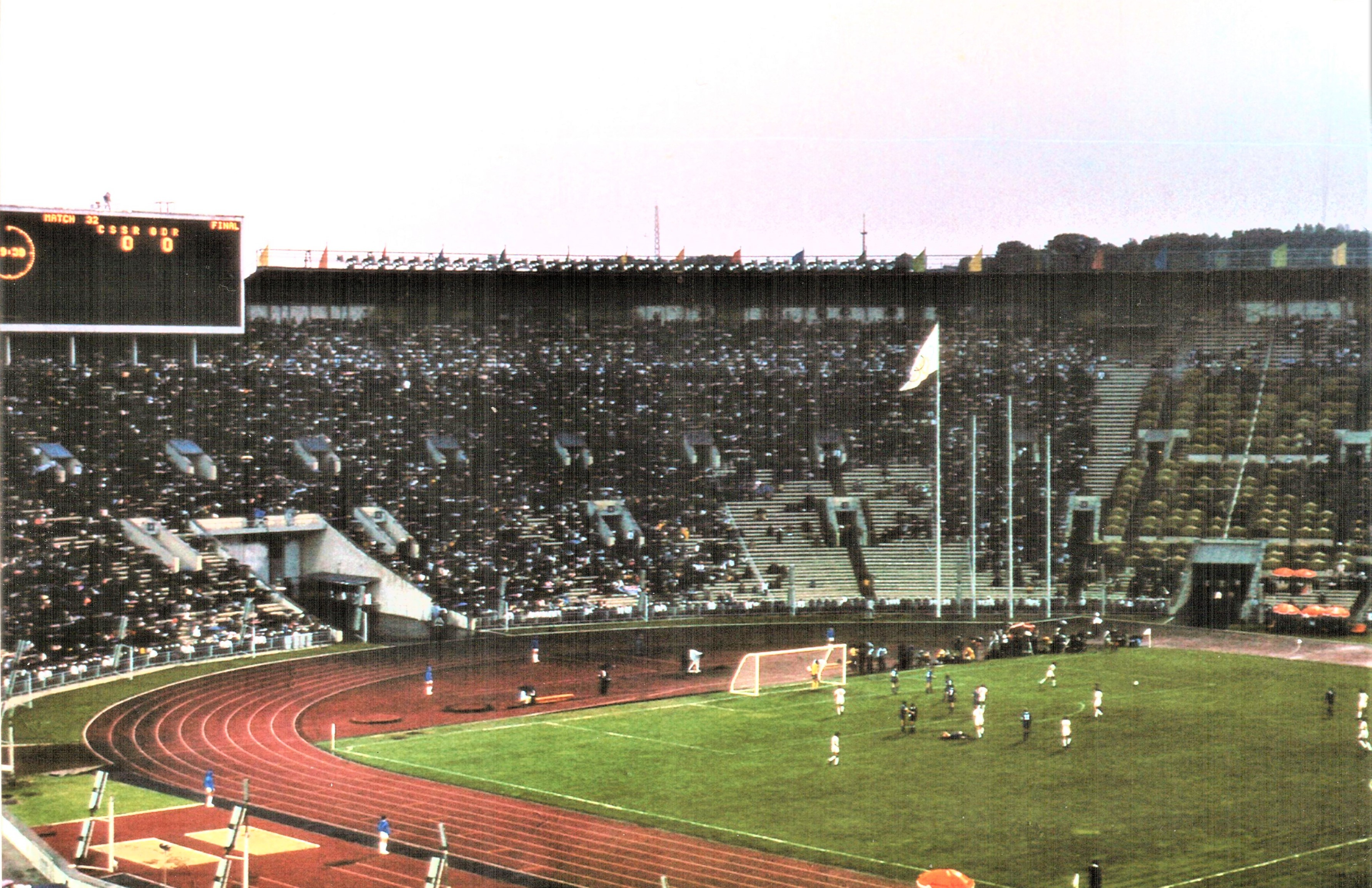
A döntő
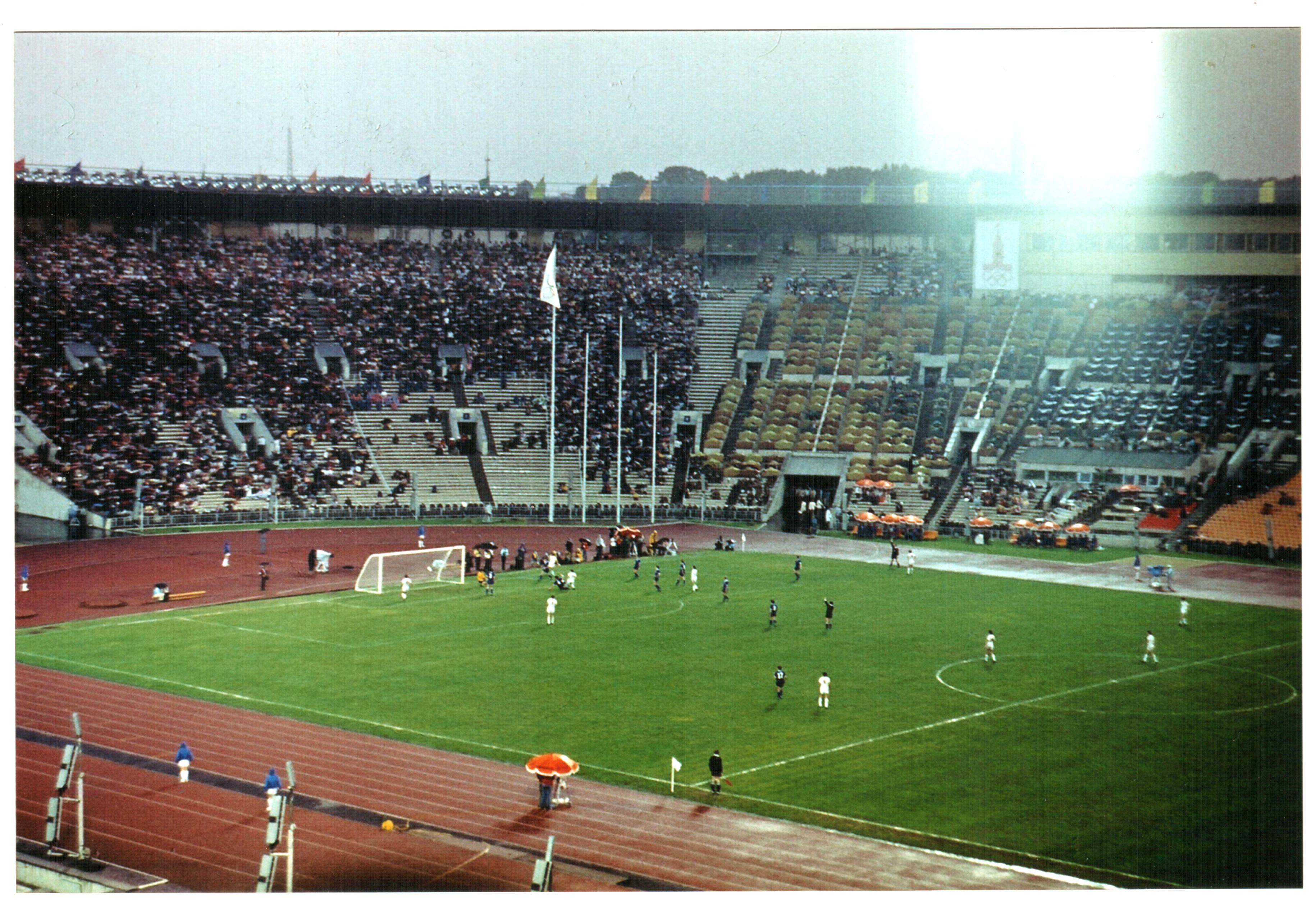